# Nianfo
Nianfo (念佛; niànfó) är den kinesiska översättningen till sanskrittermen buddhānusmṛti, bokstavligen ”att minnas buddha”. Det är den centrala praktiken i rena land-buddhismen, men vilken typ av praktik som "nianfo" syftat till har varierat över tid. Termen har kommit att huvudsakligen syfta till recitation av Amitabha buddhas namn, men ursprungligen syftade termen vanligen till visualisering/kontemplation av Amitabha eller någon annan buddha.
På japanska är motsvarigheten nembutsu eller nenbutsu (念仏), koreanska yeombul (염불), och vietnamesiska niệm Phật

## Nianfo-recitation på olika språk
| Språk         | I skrift                                            | Transkribering till latinsk skrift                                            |
| ------------- | --------------------------------------------------- | ----------------------------------------------------------------------------- |
| Sanskrit      | नमोऽमिताभाय बुद्धाय नमोऽमितयुसे बुद्धाय                           | Namo'mitābhāya Buddhāya Namo'mitāyuṣe Buddhāya                                |
| Kinesiska     | Traditonell: 南無阿彌陀佛 Förenklad: 南无阿弥陀佛   | Mandarin: Nāmó Ēmítuófó/Nāmó Āmítuófó Kantonesiska: naa1 mo4 o1 mei4 to4 fat6 |
| Japanska      | Kanji: 南無阿弥陀仏 Hiragana: なむ あみだ ぶつ      | Namu Amida Butsu                                                              |
| Koreanska     | Hanja: 南無阿彌陀佛 Hangul: 나무아미타불            | Namu Amita Bul                                                                |
| Vietnamesiska | Quốc ngữ: Nam mô A-di-đà Phật Chữ nôm: 南無阿彌陀佛 | Nam mô A-di-đà Phật                                                           |

Ungefärlig betydelse är "ära till Amitabha buddha" eller "jag tar tillflykt i Amitabha buddha".

## Historik
Den historiske buddha, Gautama buddha, lärde sina lekmannaföljare att de efter hans död kunde meditativt visualisera hans fysiska form för att stilla sinnet. Inom tidig mahayanabuddhism spred sig denna praktik till att även inkludera visualiseringar av andra buddhor i andra världar. Dessa visualiseringstekniker kom att bli mycket avancerade och var därmed något som endast en liten andel av buddhisterna ägnade sig åt. Målsättningen med dessa meditativa visualiseringar var att nå samādhi, ett avancerat meditativt tillstånd.

### Kina
I tidig kinesisk rena land buddhism var målet med utövandet nianfo sanmei (buddhānusmṛti samādhi), ett avancerat meditativt tillstånd som troddes leda till att alla buddhor i kosmos skulle uppenbara sig för utövaren och att utövaren skulle inse att det inte råder någon dualitet mellan utövare och buddha. Det förekom även att buddhister reciterade buddhors namn, vilket då kallades för chiming eller chengming, men detta gjordes vanligen tillsammans med visualisering i syfte att utövaren skulle lättare behålla sitt fokus. Nianfo sanmei var målet även med recitationerna, oavsett om reciterandet gjordes för sig självt eller i kombination med de meditativa visualiseringarna. Dessa visualiseringar centrerades ofta kring buddhan Amitabha (kinesiska: Āmítuófó). Den förste "patriarken" av rena land buddhismen i Kina, Huiyuan, baserade sina visualiseringar av Amitabha på Pratyutpannasamādhisūtra, en tidig mahayanabuddhistisk text som beskriver en serie visualiseringar vars mål är att möta buddhan "ansikte mot ansikte" men också återfödelse i buddhans rena buddhafält (som Amitabhas Sukhavati)
"Nianfo" fortsatte att primärt syfta till visualiseringar under en lång tid därefter, men kom även successivt att syfta till enbart en recitation av en buddhas namn. T'an-luan skrev att sådan recitation kan ersätta visualisering då blotta namnet innehåller hela buddhans väsen och dennes dygder. Tao-ch'o beskrev sådant reciterande som ett alternativ till visualiseringen, ämnad för alla som var oförmögna att med framgång genomföra andra praktiker. Enligt Tao-ch'o inkluderade detta dock alla levande människor, då han ansåg att människan och den buddhistiska läran hade korrumperats till sådan grad att det inte längre var/är möjligt att nå upplysning med andra praktiker eller utan hjälp från Amitabha. Samtidigt omtalar Tao-ch'o nianfo sanmei och praktiker som ämnar att nå detta tillstånd på flera ställen i hans skrifter. Enligt Charles B. Jones är därför Shan-tao den första tänkaren att beskriva nianfo som enbart ett vokalt reciterande av en buddhas (i detta fall Amitabhas) namn. Shan-tao menade att nianfo var särskilt ämnat för "vanliga människor" snarare än de skickligaste och mest dygdiga buddhisterna, och att målet med recitation av Amitabhas namn är återfödelse i Amitabhas rena buddhafält Sukhavati.
Nianfo har sällan varit något som kinesiska buddhister ägnat sig exklusivt åt, men det finns undantag (som Tao-ch'o). Andra buddhistiska praktiker, som chanmeditation, var vanliga att kombinera med nianfo. Chan premierades men sågs samtidigt som svårt, vilket gjorde att många kinesiska buddhistiska lärare förespråkade en kombination av chan och nianfo. Genom chan skulle buddhisten i fråga utvecklas i detta liv, medan nianfo skulle säkra att buddhisten återföds i Sukhavati och därmed når upplysning så snart som möjligt oavsett hur framgångsrikt denne utövat chan.

### Korea
Likt i Kina kombinerades nianfo vanligen med andra praktiker. Idén om "tre portar" (koreanska: sammun) formulerades i Korea, vilket innefattar att dels ägna sig åt chanmeditation, dels nianfo och dels doktrinära studier av buddhismen. Dessa tre sågs som komplement till varandra och kom sedermera att utgöra grunden i stora delar av det koreanska buddhistiska klosterväsendet. Genom recitation av Amitabhas namn skulle utövaren komma att återfödas i Sukhavati, genom doktrinära studier skulle utövaren få en filosofisk/doktrinär förståelse av ickedualitet, och genom chanmeditation skulle utövaren intuitivt förstå doktrinen om ickedualitet, och därmed komma till insikten att det inte råder någon dualitet mellan utövaren, Amitabha och Sukhavati.

### Japan
Till en början var nianfo (japanska: nembutsu) likt i Kina och Korea en praktik som kombinerades med andra. Chiko (född 709), Kuya (903-972) och Genshin (942-1017) är kända japanska buddhister som alla utövade nembutsu, men de ägnade sig också åt andra praktiker. Hōnen (1133-1212) var den första som förespråkade ett exklusivt fokus på nembutsu, vilket även hans lärjunge Shinran (1173-1262) gjorde. Honen grundade riktningen Jōdoshū och Shinran grundade Jōdoshinshū